# Una hora más en Canarias
Una hora más en Canarias es una película hispano-colombiana dirigida y escrita por David Serrano de la Peña. A diferencia de sus anteriores películas, aquí el objeto de deseo es el chico y las chicas están dispuestas a mentir con tal de salirse con la suya.

## Producción
Está producida por Telespan 2000 en asociación con La Zona Films y en coproducción con la productora colombiana Dynamo Capital y Sogecable, la película tuvo un presupuesto de más de cuatro millones de euros. Cuenta también con la colaboración de Televisión Española, Canal Plus y Promotur.

### Rodaje
Se rodó en 30 localizaciones naturales de Tenerife, la mayoría de ellas en Garachico, aunque también en Icod de los Vinos, San Cristóbal de La Laguna, playa del Bollullo, Aeropuerto de Tenerife Sur y Buenavista del Norte, entre otras.

## Sinopsis
Claudia es una treintañera atractiva y emprendedora que forma una familia ideal junto a su marido y su hijo. Su vida es perfecta, incluso tiene un amante guapísimo llamado Pablo con el que se lleva fenomenal. Sin embargo, un día Pablo se harta de la relación y se lía con Elena, una joven cariñosa pero muy celosa cuando hay otra mujer por delante. Claudia le pide ayuda a su hermana para recuperar lo que es suyo y ambas traman un plan para reconquistar a Pablo. La clave está en alejarle de Elena.

## Crítica
De regreso al género y al molde de película que le dio la gloria que le quitaron sus películas sucesivas, David Serrano intenta con poco éxito reinventarse mirando hacia el pasado; la primera línea de un reparto soso y decididamente corto de carisma que conservan Una hora más en Canarias a temperatura templada en el mejor de los casos.[cita requerida]

## Taquilla
Se estrenó en 274. En su primer fin de semana recaudó 264.119 euros y fue vista por 40.206 espectadores. Finalizó en el top20 en su tercer fin de semana con 725.527 euros recaudados y 120.810 espectadores. Terminada su vida comercial, su recaudación final es de 815.297,55 euros y 133.741 espectadores.